# Khaled Al-Muwallid
Khaled Massad Al-Muwallid (en árabe: خالد مسعد المولد‎, nacido el 23 de noviembre de 1971 en Yeda, La Meca) es un exfutbolista saudita. Jugaba de centrocampista y su último club fue el Al Ittihad de Arabia Saudita.
Al-Muwallid desarrolló su carrera en varios clubes, entre los que se encuentran Al Ahli y Al Ittihad. Además, fue internacional absoluto por la Selección de fútbol de Arabia Saudita y disputó las Copas Asiáticas de 1988, 1992 y 1996, así como las Copas Mundiales de la FIFA de 1994 y 1998.

## Trayectoria

### Clubes
| Club       | País           | Año       |
| ---------- | -------------- | --------- |
| Al Ahli    | Arabia Saudita | 1986-2000 |
| Al Ittihad | Arabia Saudita | 2000-2003 |

### Selección nacional
| Selección | País           | Año       |
| --------- | -------------- | --------- |
| Sub-20    | Arabia Saudita | 1987      |
| Absoluta  | Arabia Saudita | 1988-1998 |

## Estadísticas

### Selección nacional
Fuente:
| Selección de Arabia Saudita | Selección de Arabia Saudita | Selección de Arabia Saudita |
| Año                         | Part.                       | Goles                       |
| --------------------------- | --------------------------- | --------------------------- |
| 1988                        | 6                           | 0                           |
| 1989                        | 5                           | 0                           |
| 1990                        | 3                           | 1                           |
| 1991                        | 0                           | 0                           |
| 1992                        | 14                          | 5                           |
| 1993                        | 18                          | 5                           |
| 1994                        | 19                          | 2                           |
| 1995                        | 1                           | 0                           |
| 1996                        | 19                          | 6                           |
| 1997                        | 21                          | 8                           |
| 1998                        | 10                          | 0                           |
| Total                       | 116                         | 27                          |

#### Goles internacionales
| No  | Fecha                    | Sede                             | Oponente        | Gol     | Resultado | Competición                                          |
| --- | ------------------------ | -------------------------------- | --------------- | ------- | --------- | ---------------------------------------------------- |
| 1.  | 28 de septiembre de 1990 | Pekín, China                     | Japón           | 1 gol   | 2-0       | Juegos Asiáticos de 1990                             |
| 2.  | 14 de septiembre de 1992 | Alepo, Siria                     | Kuwait          | 1 gol   | 2-0       | Copa de Naciones Árabe 1992                          |
| 3.  | 15 de octubre de 1992    | Riad, Arabia Saudita             | Estados Unidos  | 1 gol   | 3-0       | Copa Rey Fahd 1992                                   |
| 4.  | 31 de octubre de 1992    | Hiroshima, Japón                 | Catar           | 1 gol   | 1-1       | Copa Asiática 1992                                   |
| 5.  | 4 de diciembre de 1992   | Doha, Catar                      | Omán            | 1 gol   | 2-0       | Copa de Naciones del Golfo de 1992                   |
| 6.  | 6 de diciembre de 1992   | Doha, Catar                      | Kuwait          | 1 gol   | 2-1       | Copa de Naciones del Golfo de 1992                   |
| 7.  | 1 de mayo de 1993        | Kuala Lumpur, Malasia            | Macao           | 1 gol   | 6-0       | Eliminatorias para la Copa Mundial de Fútbol de 1994 |
| 8.  | 3 de mayo de 1993        | Kuala Lumpur, Malasia            | Malasia         | 1 gol   | 1-1       | Eliminatorias para la Copa Mundial de Fútbol de 1994 |
| 9.  | 14 de mayo de 1993       | Riad, Arabia Saudita             | Macao           | 1 gol   | 8-0       | Eliminatorias para la Copa Mundial de Fútbol de 1994 |
| 10. | 6 de octubre de 1993     | Al Kobhar, Arabia Saudita        | Rusia           | 1 gol   | 4-2       | Partido amistoso                                     |
| 11. | 18 de octubre de 1993    | Doha, Catar                      | Corea del Norte | 1 gol   | 2-1       | Eliminatorias para la Copa Mundial de Fútbol de 1994 |
| 12. | 10 de noviembre de 1994  | Abu Dabi, Emiratos Árabes Unidos | Baréin          | 1 gol   | 3-1       | Copa de Naciones del Golfo de 1994                   |
| 13. | 17 de diciembre de 1994  | Riad, Arabia Saudita             | Costa Rica      | 1 gol   | 1-3       | Partido amistoso                                     |
| 14. | 3 de octubre de 1996     | Al Kobhar, Arabia Saudita        | Nueva Zelanda   | 2 goles | 3-0       | Partido amistoso                                     |
| 15. | 3 de octubre de 1996     | Al Kobhar, Arabia Saudita        | Nueva Zelanda   | 2 goles | 3-0       | Partido amistoso                                     |
| 16. | 21 de octubre de 1996    | Mascate, Omán                    | Baréin          | 1 gol   | 3-1       | Copa de Naciones del Golfo de 1996                   |
| 17. | 6 de noviembre de 1996   | Riad, Arabia Saudita             | Bulgaria        | 1 gol   | 1-0       | Partido amistoso                                     |
| 18. | 14 de noviembre de 1996  | Riad, Arabia Saudita             | Siria           | 1 gol   | 3-1       | Partido amistoso                                     |
| 19. | 5 de diciembre de 1996   | Dubái, Emiratos Árabes Unidos    | Tailandia       | 1 gol   | 6-0       | Copa Asiática 1996                                   |
| 20. | 20 de marzo de 1997      | Kuala Lumpur, Malasia            | Bangladés       | 1 gol   | 4-1       | Eliminatorias para la Copa Mundial de Fútbol de 1998 |
| 21. | 29 de marzo de 1997      | Yeda, Arabia Saudita             | Malasia         | 2 goles | 3-1       | Eliminatorias para la Copa Mundial de Fútbol de 1998 |
| 22. | 29 de marzo de 1997      | Yeda, Arabia Saudita             | Malasia         | 2 goles | 3-1       | Eliminatorias para la Copa Mundial de Fútbol de 1998 |
| 23. | 31 de marzo de 1997      | Yeda, Arabia Saudita             | China Taipéi    | 1 gol   | 6-0       | Eliminatorias para la Copa Mundial de Fútbol de 1998 |
| 24. | 25 de septiembre de 1997 | Riad, Arabia Saudita             | Malí            | 1 gol   | 5-1       | Partido amistoso                                     |
| 25. | 17 de octubre de 1997    | Ciudad de Kuwait, Kuwait         | Kuwait          | 1 gol   | 1-2       | Eliminatorias para la Copa Mundial de Fútbol de 1998 |
| 26. | 24 de octubre de 1997    | Riad, Arabia Saudita             | Irán            | 1 gol   | 1-0       | Eliminatorias para la Copa Mundial de Fútbol de 1998 |
| 27. | 6 de noviembre de 1997   | Riad, Arabia Saudita             | China           | 1 gol   | 1-1       | Eliminatorias para la Copa Mundial de Fútbol de 1998 |

#### Participaciones en fases finales
| Torneo                                     | Sede                   | Resultado        | Partidos | Goles |
| ------------------------------------------ | ---------------------- | ---------------- | -------- | ----- |
| Campeonato Mundial Juvenil de la FIFA 1987 | Chile                  | Primera fase     | 2        | 0     |
| Copa Asiática 1988                         | Catar                  | Campeón          | 1        | 0     |
| Juegos Asiáticos de 1990                   | Pekín                  | Cuartos de final | —        | —     |
| Copa Rey Fahd 1992                         | Arabia Saudita         | Subcampeón       | 2        | 1     |
| Copa Asiática 1992                         | Japón                  | Subcampeón       | 5        | 1     |
| Copa Mundial de Fútbol de 1994             | Estados Unidos         | Octavos de final | 4        | 0     |
| Copa Rey Fahd 1995                         | Arabia Saudita         | Primera fase     | 1        | 0     |
| Copa Asiática 1996                         | Emiratos Árabes Unidos | Campeón          | 5        | 1     |
| Copa Confederaciones 1997                  | Arabia Saudita         | Primera fase     | 3        | 0     |
| Copa Mundial de Fútbol de 1998             | Francia                | Primera fase     | 2        | 0     |

## Palmarés

### Títulos nacionales
| Título                         | Club       | País           | Año  |
| ------------------------------ | ---------- | -------------- | ---- |
| Copa del Príncipe de la Corona | Al Ahli    | Arabia Saudita | 1998 |
| Liga Profesional Saudita       | Al Ittihad | Arabia Saudita | 2001 |
| Liga Profesional Saudita       | Al Ittihad | Arabia Saudita | 2003 |

### Títulos internacionales
| Título                     | Club (*)       | Sede     | Año  |
| -------------------------- | -------------- | -------- | ---- |
| Copa Asiática              | Arabia Saudita | Doha     | 1988 |
| Copa de Naciones del Golfo | Arabia Saudita | Abu Dabi | 1994 |
| Copa Asiática              | Arabia Saudita | Abu Dabi | 1996 |

(*) Incluyendo la Selección

### Distinciones individuales
| Distinción                            | Año  |
| ------------------------------------- | ---- |
| Equipo del Torneo de la Copa Asiática | 1996 |